# A question of taste
A question of taste is een opera in een akte van William Schuman.
Schuman en librettist J.D. McClatchy (Sandy McClatchy, 1950-2018) lieten zich inspireren op het verhaal Taste van Roald Dahl. Dahl schreef dit korte verhaal in 1951 toen hij zich probeerde te verdiepen in wijn. McClatchy plaatste het in New York, 1910. 
Het verhaal gaat over een weddenschap tussen Mr. Schofield en Phillisto Pratt. Schofield daagt wijnkenner/wijnsnob Pratts uit of die een wijn kan herkennen. Schofields inzet is zijn dochter Louise; Pratts inzet twee huizen. Tot de verbazing van Schofield en tot ontzetting van diens dochter weet Pratt het merk wijn te raden. Vervolgens komt de dienstmeid binnen met de mededeling dat zij Pratts bril heeft gevonden in de ruimte waar Pratt eerder Schofield had geadviseerd om de wijn te laten ademen.
De opera ging in première op 24 juni 1989, gegeven door de Glimmerglass Opera, voorloper van Glimmerglass Festival. 